# Лейксайд (Флорида)
Лейксайд (англ. Lakeside) — переписна місцевість (CDP) в США, в окрузі Клей штату Флорида. Населення — 31 275 осіб (2020).

## Географія
Лейксайд розташований за координатами 30°8′12″ пн. ш. 81°46′9″ зх. д. / 30.13667° пн. ш. 81.76917° зх. д. (30.136579, -81.769253).  За даними Бюро перепису населення США в 2010 році переписна місцевість мала площу 40,70 км², з яких 35,02 км² — суходіл та 5,68 км² — водойми.

## Демографія
Згідно з переписом 2010 року, у переписній місцевості мешкали 30 943 особи в 11 332 домогосподарствах у складі 8677 родин. Густота населення становила 760 осіб/км².  Було 12292 помешкання (302/км²).
Расовий склад населення:
| - 80,9 % — білих - 10,0 % — чорних або афроамериканців - 3,0 % — азіатів - 0,5 % — корінних американців - 0,1 % — вихідців з тихоокеанських островів - 1,8 % — осіб інших рас |

До двох чи більше рас належало 3,7 %. Частка іспаномовних становила 8,1 % від усіх жителів.
За віковим діапазоном населення розподілялося таким чином: 23,9 % — особи молодші 18 років, 64,1 % — особи у віці 18—64 років, 12,0 % — особи у віці 65 років та старші. Медіана віку мешканця становила 39,3 року. На 100 осіб жіночої статі у переписній місцевості припадало 94,6 чоловіків;  на 100 жінок у віці від 18 років та старших — 91,3 чоловіків також старших 18 років.
Середній дохід на одне домашнє господарство  становив 68 895 доларів США (медіана — 55 503), а середній дохід на одну сім'ю — 74 479 доларів (медіана — 62 431). Медіана доходів становила 42 445 доларів для чоловіків та 35 407 доларів для жінок. За межею бідності перебувало 10,3 % осіб, у тому числі 17,0 % дітей у віці до 18 років та 5,4 % осіб у віці 65 років та старших.
Цивільне працевлаштоване населення становило 14 534 особи. Основні галузі зайнятості: освіта, охорона здоров'я та соціальна допомога — 22,8 %, роздрібна торгівля — 15,2 %, науковці, спеціалісти, менеджери — 10,9 %, фінанси, страхування та нерухомість — 9,3 %.